# Пескокостанцо
Пескокоста̀нцо (на италиански: Pescocostanzo) е село и община в Южна Италия, провинция Акуила, регион Абруцо. Разположено е на 1395 m надморска височина. Населението на общината е 1179 души (към 2010 г.).